# 清水利晃
清水 利晃（しみず としあき）は、日本のプロデューサー、A＆R、マネージャー。

## 人物
メジャーデビュー時より、ゆらゆら帝国のA＆R、マネージメント、プロモーションを担当した後、KenKen（RIZE）やMIYAVIのマネージメントを手掛ける。その他にも、あぶらだこ、MASONNAなどのアヴァンギャルド・シーンの著名アーティストとも協働。
また近年では、GEZANや相対性理論など、比較的新しい世代によるバンドのライブ制作も引き受けている。

## 略歴

### 1991年～1996年（江戸屋レコード）
1988年に通販によるインディーズ・レーベルとして、Charが立ち上げた江戸屋レコードに入社し、1991年より音楽業界でのキャリアをスタート。CharやTOKYO No.1 SOUL SETなどのセールスを担当。

### 1996年～2003年（ミディ / ヨロシタミュージック）
ゆらゆら帝国がミディと契約したことに伴い、清水はマネージャーとして江戸屋レコードから、大蔵博が設立したレコード会社であるミディに移籍。（同じく大蔵が設立した法人に音楽事務所のヨロシタミュージックがあり、清水のクレジットには同社が併記されていることもある）
この移籍の経緯は、清水が江戸屋レコードでゆらゆら帝国と契約交渉を進めている最中に会社が「解散」を発表し、ゆらゆら帝国はミディと契約してデビューすることになり、清水もマネージャーとしてミディへ移ったことによる。
ミディ在籍時には、ゆらゆら帝国のA&Rやマネージメントと並行して、あぶらだこ、MASONNNA、MAD3、BORISなどアヴァンギャルドなアーティストのA&Rも積極的に手掛けている。
なお、A＆Rとして携わったBoris『Flood』（2000年）は、海外の音楽コミュニティサイト「Rate Your Music」の2000年におけるランキングで、５位（１位はRadiohead『Kid A』）を記録するなど国際的に高い評価を得ている。

### 2003年～2005年（INTERCEPTOR）
ゆらゆら帝国がミディからソニー・ミュージックアソシエイテッドレコーズへ移籍したことに伴い、（株）INTERCEPTORを設立し、エージェントとしてゆらゆら帝国の業務を継続。10thアルバム『Sweet Spot 』のリリースまでA&Rやマネージメントを担当。

### 2006年～2008年（江戸屋レコード）
およそ10年ぶりに江戸屋レコードへ復帰。RizeのベーシストKenKenのマネージメントを担当し、2ndアルバム『ARRIVAL of INVADERS』（2007年）のリリースを手掛ける。

### 2008年～2010年（パーフェクトミュージック）
神聖かまってちゃんの所属する音楽事務所パーフェクトミュージックに籍を移し、新人アーティスト育成のほか、およそ10年ぶりに再会（詳細は後述）した劔樹人がベーシストとして在籍していたバンド、あらかじめ決められた恋人たちへのマネージメントを担当する。

### 2010年～2011年（J-glam）
MIYAVIがEMI ミュージック・ジャパン移籍したタイミングで、MIYAVIの個人事務所であるJ-glamに転籍してマネージメントを担当し、ワールド・ツアー「NEO TOKYO SAMURAI BLACK WORLD TOUR 2010」に同行。2010年6月からスタートした全15公演の北米ツアーの成功をアシストしている。また翌年3月19日にイギリスでスタートしたヨーロッパツアーの全12公演にも帯同。

### 2012年～2013年（パーフェクトミュージック）
パーフェクトミュージックに復帰し、KING BROTHERS、宇宙人のマネージメントを担当した。イギリスで活動する日本人4人組のバンド、Bo-Ningenのライブ制作も手掛ける。

### 2013年～2016年（エレメンツ）
エレメンツへ転籍、これまでのロックバンドのマネージメントから心機一転し、MCUやLITTLEなどラッパーを担当することで、マネージメント活動の幅を拡げる同時に、Bo-Ningen、GEZAN、金子ノブアキ（RIZE）などのロック・アーティストのライブ制作も従来どおり積極的に引き受ける。

### 2017年～（フリーランス）
エレメンツより独立しフリーランスとして活動。かつて同じ江戸屋レコードに在籍していたTOKYO No.1 SOUL SETのA&Rやマネージメント、相対性理論、ホフディランなどのライブ制作などを行う。

## エピソード
- ゆらゆら帝国の坂本慎太郎がインタビューで語るところによれば、『Are You Ra?』をリリースしたことを契機に音楽業界の関係者から注目を浴びるなか、最も熱心であった清水の誘いを受けて、同バンドは江戸屋レコードとデビューに向けた話し合いを進める。しかし交渉の最中に江戸屋レコードは会社の「解散」を発表、一度はデビューの計画が暗礁に乗り上げるが、その後はミディと契約が成立することで、無事にメジャーデビューを果たす。その際、ゆらゆら帝国の契約と併せて清水もミディに移籍し、およそ10年近くにわたって、A&Rやマネージメントなど、ゆらゆら帝国の活動全般に深くコミットしていくことになる[10]。
- 劔樹人とは10年来の付き合いである。劔は学生時代に文化祭の実行委員としてコンサートを企画し、1999年にゆらゆら帝国を大学に招へい。その際、ゆらゆら帝国のマネージャーとして同行していた清水と初めて対面している。その後の2010年に偶然、とあるライブハウスで二人は再会を果す。このエピソードを劔は、コミカライズしてブログに公開している[11]。
- TOKYO No.1 SOUL SETのA&Rとマネージメントを担当し、2021年には9thアルバム『SOUND aLIVE』のリリースを手掛けている。同作品は両者が1990年代に所属していた江戸屋レコードより発売された。TOKYO No.1 SOUL SETの渡辺俊美によれば、このアルバムの制作が決まる前から清水に声をかけており、ライブ制作やマネージメントを担当してもらっていたのだという[12]。

## 主な作品

### A&R・マネージメント
- ゆらゆら帝国『3×3×3』（ミディ、1998年4月15日）[13]
- ゆらゆら帝国『ミーのカー』（ミディ、1999年6月16日）[14]
- ゆらゆら帝国『太陽の白い粉』（ミディ、1999年11月17日）[15]
- ゆらゆら帝国『ゆらゆら帝国III』（ミディ、2001年2月21日）[16]
- ゆらゆら帝国『Sweet Spot』（ソニー・ミュージックアソシエイテッドレコーズ、2005年5月18日）[17]
- TOKYO No.1 SOUL SET『SOUND aLIVE』（江戸屋レコード、2021年4月7日）[18]

### A&R・マネージメント・プロモーション
- ゆらゆら帝国『ゆらゆら帝国のしびれ』（ミディ、2003年2月26日）[19]
- ゆらゆら帝国『ゆらゆら帝国のめまい』（ミディ、2003年2月26日）[20]
- ゆらゆら帝国『な・ま・し・び・れ・な・ま・め・ま・い』（ミディ、2003年11月26日）[21]
- ゆらゆら帝国『1998-2004』（ミディ、2004年9月6日）[22]

### マネージメント
- KenKen『ARRIVAL of INVADERS』（日本コロムビア、2007年10月24日）[23]
- MIYAVI『WHAT'S MY NAME?』（EMIミュージック・ジャパン、2010年10月13日）[24]
- King Brothers『Mach Club』（パーフェクトミュージック、2012年4月16日）[25]

### A&R
- あぶらだこ『あぶらだこ（月盤）』（ミディ、2000年10月25日）[26]
- Masonnna『Shock Rock』（ミディクリエイティブ、2002年10月25日）[27]
- Space Machine『2』（ミディクリエイティブ、2002年10月25日）[28]
- Boris『Flood』（ミディクリエイティブ、2000年12月15日）[29]
- Boris『Heavy Rocks』（QUATTRO-UK DISCS、2002年4月26日）[30]
- V.A.『惡の花譜』（スターチャイルド、2013年6月26日）[31]